# ジャイアントバイソン
ジャイアントバイソン（Bison latifrons）は更新世に北米大陸のアラスカからメキシコにかけて分布したバイソンである。約40万年前の中期更新世（チバニアン）に出現して生存したが、後期更新世の最終氷期に絶滅した。

## 分類
学名に従ってバイソン・ラティフロンスとも呼ばれる。最初の標本は1825年にケンタッキー州で発見され、同年にリチャード・ハーランによって記載された。種小名の「latifrons」はラテン語で「広い額」の意であり、地球史上最大のシカであり、ジャイアントバイソンと共存していたジャイアントムースと共通している。また、「frons」は英語の「フロント（front）」の語源でもある。
他の多くのバイソン属と同様にユーラシア大陸出身のステップバイソンから派生した種の一つであり、約40万年前、または約24-22万年前にベーリング陸峡を伝って北米大陸に渡ったステップバイソンが内陸部で進化したとされている。ジャイアントバイソン自体も化石種のムカシバイソンやホクチヤギュウと共に現生種のアメリカバイソンの先祖の一つでもあり、ジャイアントバイソンから（現生のアメリカバイソンの最も直接的な先祖ともされる）ムカシバイソンが誕生したが、これらの絶滅種と同様に本種も後期更新世に絶滅した。

## 特徴

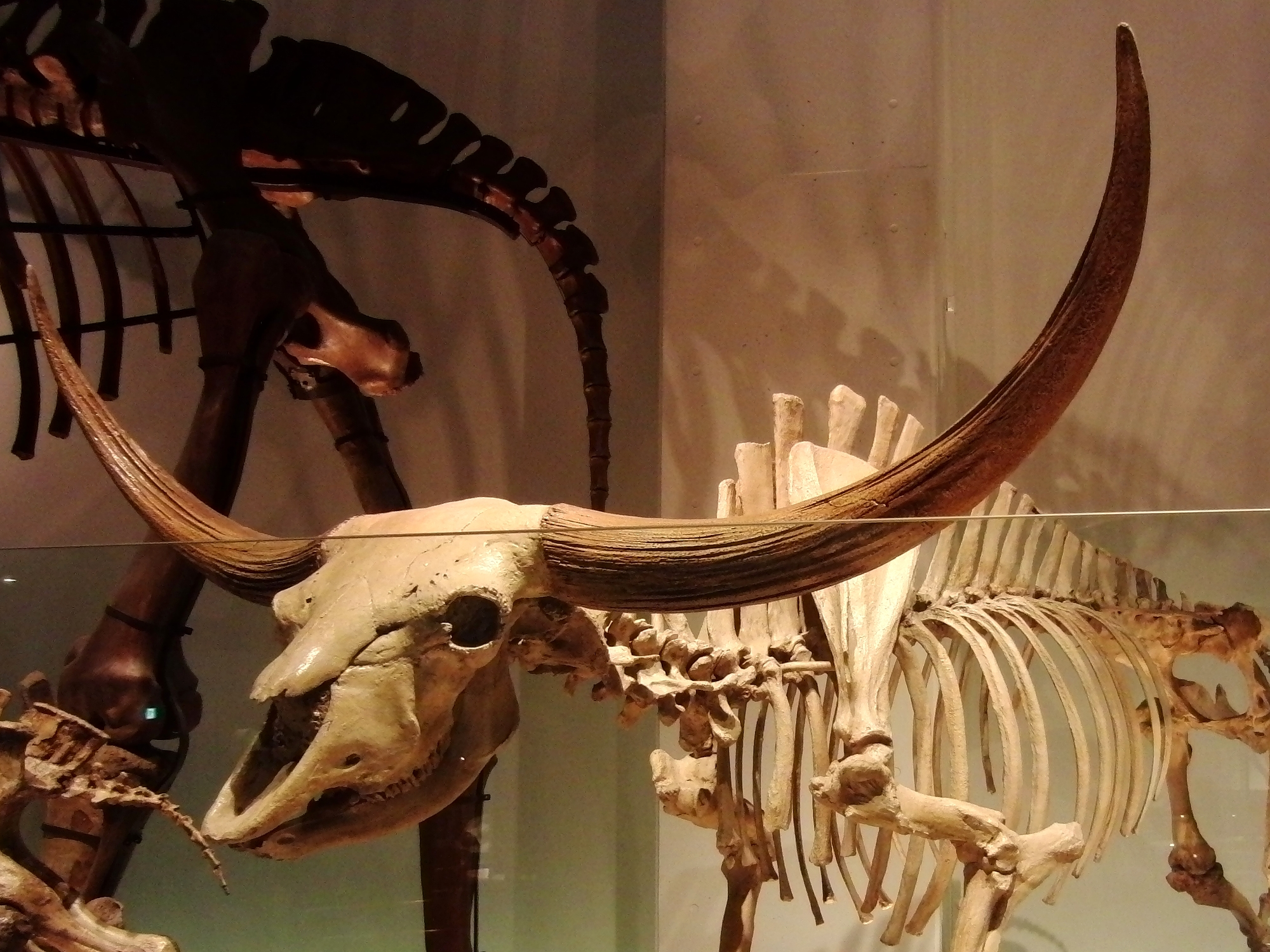
国立科学博物館所蔵の骨格標本。

保存状態の良い標本が頭蓋骨と角に限定されていることから本種の大きさは厳密には判明していないが、脚の骨のデータから体重は現生のアメリカバイソンよりも25 - 50%程も大型化していたと考えられており、サイに匹敵する史上最大の反芻類の一つであった可能性が高い。本種は地球上に存在したウシ族の中で最大級の大きさを持ち、体長4.75メートル、鬐甲高2.3 - 2.5メートル、体重は1,250 - 2,000キログラムに達したと推測されている。
史上最大の反芻類の一つでもあり、体重では現生のキリンや絶滅した角の長いバッファロー（スイギュウ）であるSyncerus antiquus（旧ペロロヴィス）と同等であった。ユーラシア大陸（シベリア・モンゴル・中国・カザフスタン・東ヨーロッパなど）に生息していた先祖であるステップバイソンの亜種の一つの「Bison priscus gigas」は、形態・分布共にジャイアントバイソンとの類似性が強く、体の大きさや角の長さもジャイアントバイソンに匹敵した可能性がある。
角は端から端まで平均で170センチメートル、個体によっては213-220センチメートルにもなり、現生のアメリカバイソン（平均60センチメートル、大型の場合は78センチメートル）より遙かに大きかった。この巨大な角はホモテリウム、アメリカライオン、スミロドン、ダイアウルフ、アルクトドゥス（ショートフェイスベア）などの捕食者に対する武器や、繁殖期（英語版）のオス同士での競合などに用いられたと考えられている。
また、ステップバイソンから派生したバイソン属に共通して首と背部に棘突起を持っており、本種やアメリカバイソンの骨格がスピノサウルスやオウラノサウルスの背部の突起の復元説の一つである筋肉の隆起という仮説の根拠の一部になった。

## 分布

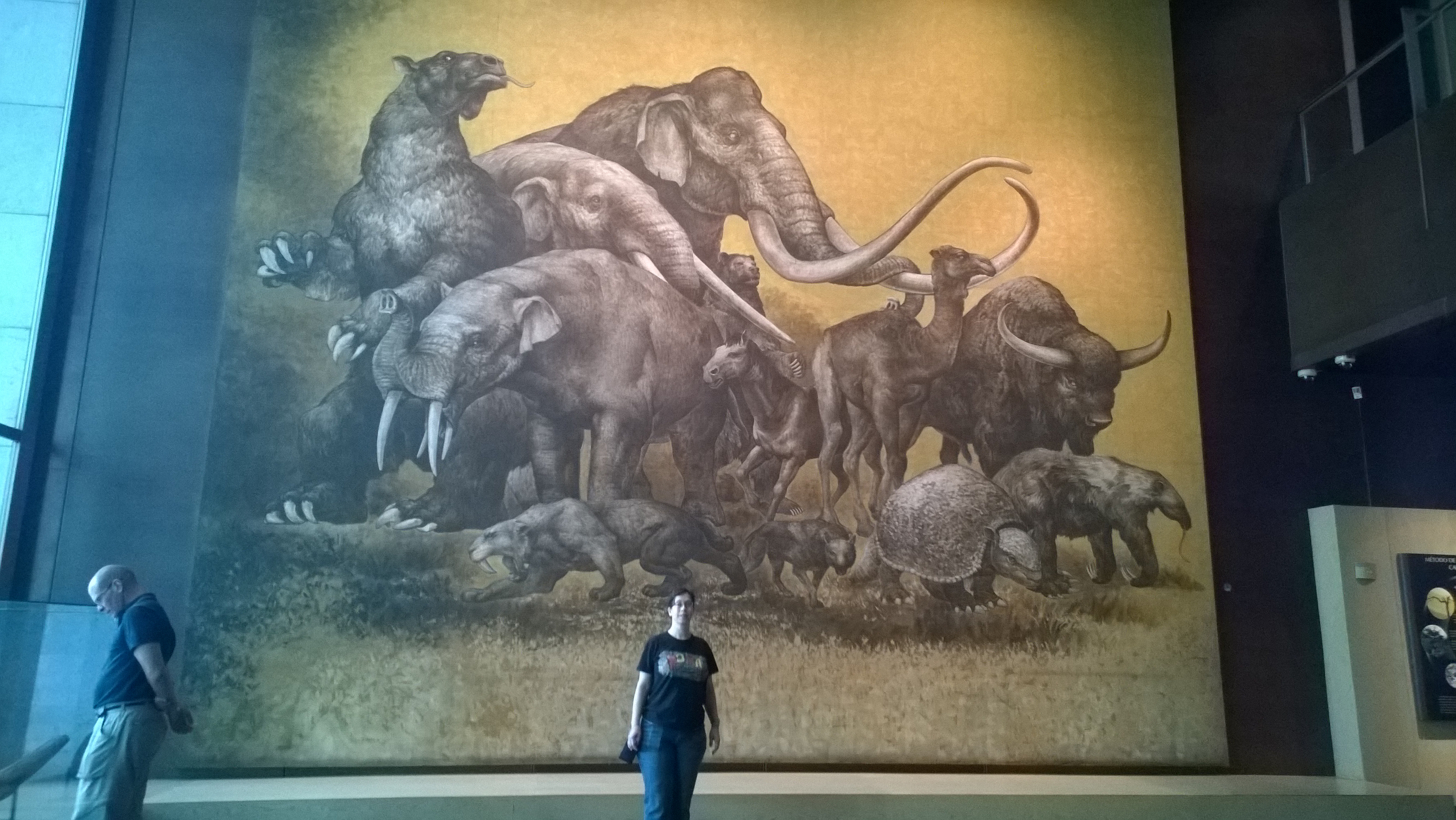
後期更新世のメキシコに分布していたメガファウナの一例。ジャイアントバイソンまたはムカシバイソンが描かれている。

ジャイアントバイソンの分布は現生のアメリカバイソンと同等または部分的にはより広く分布しており、北はアラスカ州から南はメキシコ、西はカリフォルニア州から東はアメリカ合衆国中西部やフロリダ州にて化石が発掘されている。
以前は巨大な角の用途（縄張りを守るための闘争を行う）や、草や木の葉を好み、草原型のバイソン属と異なって大きな群れを作らずに縄張りを持ち、やや開けた針葉樹林などの森林を中心に生活していたと考えられており、気候変動によって森林が減少すると本種の個体数も減っていったとも見なされていた。マンモス・ステップなどの氷河期のマンモス動物群の生息環境は一般的に乾燥しており、水分の蒸発が活発であったことが植生が土壌のカルシウムを摂取しやすい条件が整っており、本種やギガンテウスオオツノジカやコロンビアマンモスなどの角や象牙が発達した一因であったと思われる。
しかし、近年の調査から本種も草原や樹木が疎らに生えた乾燥地帯に生息していたと判明している。このために子孫であるムカシバイソンとの競合に競り負けて絶滅したとも考えられていたが、後述の通り、近年は人間が本種の絶滅に関与していた可能性も指摘されている。

## 絶滅
ステップバイソン、ジャイアントバイソン、ムカシバイソン、ホクチヤギュウなどが絶滅し、現在のアメリカバイソンは気候変動または人類による狩猟圧から受けた淘汰によって体も角も小型化を辿った。
ジャイアントバイソンが絶滅したのは最終氷期だが、厳密な時期に関しては、以前は約3万年前から2万年前のとされることが多かった。また、絶滅の原因に関しても、定向進化説においては気候変動によって生じた植生の変化の中で、本種の体と角の大きさが（コロンビアマンモスなどの象牙やギガンテウスオオツノジカの角などと同様に）過剰・過負荷気味になり、子孫であるムカシバイソンとの（交配も含む）競合に晒されたためであったともされていた。しかし、2022年にテキサス州南部から約1万3000年前の化石が発見されており、時期的に「第四紀の大量絶滅」に該当することからも、本種の絶滅と小型化した子孫の発生が人類に起因した可能性が高くなった。
ジャイアントバイソンやムカシバイソン、および他の草食性のメガファウナの大量絶滅によって、生存したメガファウナのバイオマスの大部分が現生のアメリカバイソンの系統となる小型のバイソンに取って代わられたことで、アメリカライオン、ホモテリウム、スミロドン、ダイアウルフ、アルクトドゥス（ショートフェイスベア）なども最終的に共絶滅に追い込まれていった可能性があるが、これらの頂点捕食者自身が人類に狩猟の対象とされていた可能性もある。